# Orden des Spiegels
Der Orden des Spiegels, auch Orden vom Spiegel oder Orden des Spiegels der Jungfrauen Marias, war ein spanischer Ritterorden. Gestiftet wurde er von Infant Ferdinand von Kastilien 1410. Anlass war der Sieg in Antequera über die Mauren.
Die Ordenskette bestand aus  Greifen im Wechsel mit Lilien. Die Ordensbekleidung war über schwarzer Unterkleidung ein  weißes Oberkleid mit schwarzem Kreuz. Ein von den Rittern bei sich getragener Spiegel war eventuell namensgebend und wurde als weibisch angesehen und führte zu Spott.
Die Existenz des Ordens gilt als nicht gesichert. Ferdinand von Biedenfeld bemerkt 1841, dass „gegen dessen Vorhandengewesenseyn merkliche Zweifel aufstossen, weil historische Nachweise dafür nirgends gegeben werden“. Karl Julius Weber führt den Orden in seinem Werk Das Ritter-Wesen und die Templer (1822/24) im Abschnitt „Veraltete und ungewisse Orden“ an.